# Жорж Фејдо
Жорж Фејдо (фр. Georges Feydeau; Париз, 18. децембар 1862 – Ријеј Малмезон, Париски регион, 5. јун 1921) био је француски драмски писац. Највећи успех постигао је водвиљима, који се и данас изводе у позориштима широм света.

## Биографија
Жорж Фејдо је рођен у Паризу 18. децембра 1862. године. Син је књижевника Ернеста-Емеа Фејдоа и Леокадије Богославе Зелевске. Рано се заинтересовао за позориште и глуму, те је због тога запоставио студије.
Писање је започео драмским монолозима (Мали револт, Зубобоља..), које понекад и сам изводио, а са двадесет година већ је написао је и прву драму Кроз прозор. Следеће 1883. године написао је Љубав и клавир, комад у једном чину који је веома добро прихваћен од стране критичара. Исте године написао је и Игру вешала (Gibier de potence) и још неколико монолога.
Његов први велики позоришни успех био је комад у три чина под називом Кројач за даме, који је написао са двадесет четири године. Након тога следи седам не тако успешних година, у току који је написао неколико водвиља (Un Bain de ménage,
Chat en poche, Les Fiancés de Loches, L'Affaire Édouard). Да би зарадио за живот радио је као секретар у позоришту, а касније је водио колумну о позоришту у новинама свог очуха Анрија Фукјеа (Henry Fouquier).
Године 1889. оженио се кћерком познатог и богатог сликара Карлоса-Дурана, Мари-Ан, чиме је решио своје новчане проблеме. Због тога наредне две године прави паузу у писању, и проучава успешне ауторе фарси и водвиља, Ежена Лабиша, Анрија Мелека (Henri Meilhac) и Алфреда Енкина (Alfred Hennequin).
Огроман успех долази 1892. године са комадима Господин ловац и Шампињол упркос себи, дела која су му донела титулу „краља водвиља“. Од тада, Фејдо ниже успехе: Хотел Слободан промет, У сосу, Ћуран , Дама из Максима , Буба у уху , Позабави се Амелијом, Не шетај се гола. 
Фејдо 1909. године напушта брачни дом и настањује се у хотелу Терминус, где је живео наредних десет година. Од Мари-Ан се развео тек 1916. године а старатељство над децом, њих четворо, добија његова бивша жена.
Године 1919, интерниран је у клинику у Ријеј Малмезону, због психичких поремећаја изазваних сифилисом. Након две године боравка у овој клиници, 5. јуна 1921. године Фејдо је умро. Сахрањен је на гробљу Монмартр.

## Буба у уху
Фејдо је од 1881. до 1916. године написао 39 драма. Већина их се и данас са великим успехом изводи у позориштима широм света. У Југословенском драмском позоришту предства Буба у уху била је на репертоару пуне 44 године. Први пут је изведена 7. јуна 1971. као дипломска представа Љубише Ристића. Изведена је 1650 пута и видело је преко милион гледалаца.
Љубиша Ристић је 1972. године режирао и филм Буба у уху.

## Познатија дела
- Кроз прозор (Par la fenêtre, 1882),
- Кројач за даме (Tailleur pour dames, 1886),
- Баријоново венчање (Le Mariage de Barillon, 1890),
- Рибардијеов систем (Le sistem de Ribardier, 1892),
- Господин ловац (Monsieur chasse, 1892),
- Шампињол, упркос себи (Champignol malgré lui, 1892),
- У сосу (Un fil à la patte , 1894),
- Хотел Слободан промет (L'Hôtel du libre échange, 1984),
- Ћуран (Le dindon, 1896),
- Дама из Максима (La Dame de chez Maxim ,1899),
- Буба у уху (La puce à l’oreille, 1907),
- Позабави се Амелијом (Occupe toi d’Amelie, 1908),
- Чистимо бебу (On purge bébé , 1910),
- Не шетај се гола! (Mais n’te promène donc pas toute nue!, 1911).